# John Gerretsen
Pour les articles homonymes, voir Gerretsen.
John Philip Gerretsen (né le 9 juin 1942) est un homme politique provincial et municipal canadien de l'Ontario. Il représente la circonscription de Kingston et les Îles à titre de député du Parti libéral de l'Ontario de 1995 à 2014. Il est ministre dans le cabinet du gouvernement de Dalton McGuinty et brièvement dans celui de Kathleen Wynne.

## Biographie
Né à Hilversum aux Pays-Bas pendant la Seconde Guerre mondiale, il immigre avec ses parents au Canada en 1954. Il étudie à l'Université Queen's de Kingston et en sort avec un baccalauréat en arts en 1964 et avec baccalauréat en droit en 1967. Il travaille ensuite pour la Manulife Insurrance Company de Toronto de 1969 à 1970. Son fils, Mark Gerretsen, sert également comme maire de Kingston de 2010 à 2014 et comme député fédéral de Kingston et les Îles depuis 2015.

## Carrière politique

### Politique municipale
La carrière politique de Gerretsen débute tôt dans les années 1970 alors qu'il devient conseiller municipal en 1972. Réélu en jusqu'en 1980, il sert comme maire suppléant de 1976 à 1980. En 1980, il est élu maire de Kingston et demeure en poste jusqu'en 1988. De 1986 à 1987, il est président de l'Association of Municipalities of Ontario (en), ainsi que curateur de l'Université Queen's de 1981 à 1992.
Après son retrait de la politique municipale, Gerretsen siège à titre de président de l'Ontario Housing Coroporation (1989-1992), ainsi que juge suppléant de la Cour des petites créances provinciale (1993-1995). Entretemps, il devient de plus en plus actif sur les scènes politiques provinciale et fédérale. Membre de l'exécutif du l'association de circonscription de Kingston-et-les-Îles de 1989 à 1993 au niveau provincial, il sert également comme président de l'association libérale fédérale dans cette même circonscription de 1993 à 1995.

### Politique provinciale
Gerretsen est élu lors des élections provinciales de 1995 contre le député néo-démocrate Gary Wilson.
Face au gouvernement conservateur, il devient critique de l'opposition en matière d'Affaires municipales et de Logement ainsi que whip de l'opposition.
En 1996, il se présente à la course à la chefferie (en) pour succéder à la cheffe démissionnaire Lyn McLeod. Il est alors considéré comme faisant partie de l'aile droite libérale et obtient des appuis en provenance de sa région et de l'est de l'Ontario. Après avoir terminé cinquième sur sept candidats, il est éliminé lors du second tour. Il donne alors son soutien à Dalton McGuinty, le gagnant de la course.
Réélu en 1999, Gerretsen demeure whip libéral et l'un des députés les plus audibles de l'Assemblée législative de l'Ontario.

### Gouvernement McGuinty
Réélu en 2003 et avec les Libéraux au pouvoir, Gerretsen devient ministre des Affaires municipales avec une responsabilité pour les Aînés le 23 octobre 2003. En mars 2004, son ministère est renommé Affaires municipales et du Logement.
Gerretsen est alors le principal porte-parole du gouvernement lorsque ce dernier décide de permettre l'expansion urbaine dans la moraine d'Oak Ridges malgré la promesse de campagne de ne pas le faire. Son principal succès législatif est la promulgation d'une ceinture verte de 1,8 million d'acres (7 300 km²) autour de la ville de Toronto en 2005.
Après le remaniement du 29 juin 2005, il perd sa responsabilité des Aînés, mais est retenu aux Affaires municipales et Logements.
Réélu avec presque 50% du vote en 2007, Gerretsen devient ministre de l'Environnement le 29 octobre 2007. Le 18 août 2010, il est transféré au ministère des Services aux consommateurs.
À nouveau réélu en 2011, il devient procureur général et demeure à ce poste lors de l'arrivée de Kathleen Wynne comme première ministre au début de 2013.
Le 25 octobre 2013, Gerretsen annonce ne pas vouloir se représenter à l'élection de 2014. Juste avant sa retraite, il est démis du poste de procureur général et devient président du cabinet.

## Après la politique
Le 19 mars 2020, Gerretsen teste positif au Covid-19, quelques jours après que sa femme Assunta soit également testée positive, alors qu'ils voyagent sur le Grand Princess. Ils sont ensuite rapatriés au Canada et envoyés en quarantaine à la base des Forces canadiennes de Quinte West.